# Jean Bollack
Pour les articles homonymes, voir Bollack.
Jean Bollack, né le 15 mars 1923 à Strasbourg et mort le 4 décembre 2012 à Paris 14e, est un philosophe, philologue et critique français.

## Biographie

### Famille et jeunesse
Jean Bollack naît à Strasbourg dans une famille juive alsacienne. En 1926, sa famille s'installe en Suisse, à Bâle, pour des raisons professionnelles.
Il fait ses études secondaires au Gymnasium am Münsterplatz, dont il ressort diplômé en 1943. Alors qu'il est encore lycéen, il suit les cours d'Albert Béguin, qui occupe la chaire de littérature française de l'université de Bâle et qui lui faire lire « mille choses ».

### Études
Il débute ensuite des études de grec, de français et de philosophie à l'université de Bâle, où il suit notamment les cours de Peter von der Mühll.
Il y élabore un premier projet de thèse consacré à la doxographie. A Bâle, il rencontre notamment la philosophe Edith Landmann. Il se lie d'amitié avec l'historien de l'art Wilhelm Stein, professeur à l'université de Berne, et fait la connaissance du filleul de celui-ci, Bernhard Böschenstein.
En 1945, après la fin de la guerre, il se rend à Paris pour y continuer ses études. Cherchant à y recevoir les meilleurs enseignements, il navigue notamment entre l'École pratique des hautes études, et le Collège de France pour suivre les cours de professeurs comme Henri-Irénée Marrou, Étienne Gilson, Pierre Chantraine, Émile Benveniste ou encore Alexandre Koyré,. Il passe deux licences, en lettres classiques et en allemand, puis passe l'agrégation de grammaire. Il entreprend une thèse d'État sur Empédocle sous la direction de Pierre Chantraine, qu'il ne soutiendra qu'en 1965, à l'université de la Sorbonne.

### Enseignement et recherches
Au début des années 1950, Jean Bollack enseigne notamment au collège Schuré de Barr, dans le Bas-Rhin, ainsi qu'au collège de Dreux, en Eure-et-Loir. Il obtient une bourse au CNRS de deux ans, et de 1955 à 1958, il est professeur invité à l'université libre de Berlin, où Heinz Wismann suit ses cours en 1956,.
Bollack y est accueilli au sein du séminaire sur les présocratiques dirigé par Uvo Hölscher et Kurt von Fritz. De 1958 à sa retraite en 1992, il enseigne la littérature grecque à l'université de Lille, d'abord comme assistant et chargé d'enseignement, puis, dès 1965, en tant que professeur de littérature et de pensée grecques. En parallèle, il enseigne à l'École normale supérieure de Paris de 1968 à 1975. Durant l'année académique 1970-1971, il est membre de l'Institute for Advanced Study de Princeton sur l'invitation du philologue américain Harold Cherniss. Pendant l'année universitaire 1982-1983, il est membre du Wissenschaftskolleg de Berlin.
Dès son arrivée à Lille en 1958, Jean Bollack se lie d'amitié avec Pierre Bertaux, qui lui demande d'assister à ses séminaires. Il y rencontre ensuite Pierre Bourdieu, qui occupe un poste de maître de conférence dans la même université de 1961 à 1964. En 1967 et en 1971, il fonde le Centre de recherche philologique, affilié au CNRS en 1973. Des chercheurs comme Mayotte Bollack, son épouse, Heinz Wismann, Pierre Judet de La Combe, André Laks, Barbara Cassin, Philippe Rousseau participent à son rayonnement, ainsi que, un peu plus tard, Christoph König, Werner Woergerbauer, Rossella Saetta-Cottone, Denis Thouard, et bien d'autres. La méthode et la pensée développées dans ce cadre permettent de caractériser une véritable « École de Lille »,.
Au cours de sa carrière, Jean Bollack a travaillé sur de nombreux auteurs antiques. Un axe important de sa recherche est la littérature présocratique, avec diverses études consacrées à Empédocle, Héraclite et Parménide. En matière de philosophie antique, il s'est également longuement intéressé à Épicure en compagnie de son épouse, Mayotte Bollack, latiniste et spécialiste de Lucrèce. Il se consacre alors à un autre objet d'études, la tragédie grecque, avec des essais, des commentaires et des traductions autour des œuvres d'Eschyle, de Sophocle et d'Euripide, également en collaboration avec Mayotte Bollack. Parmi ses autres publications majeures en tant qu'helléniste, il a également travaillé sur le papyrus de Lille 76 et a rédigé une biographie du philologue juif allemand Jacob Bernays, oncle paternel de Martha Bernays, épouse de Freud.

### Théâtre
Il collabore en 1990 avec la metteuse en scène Ariane Mnouchkine pour la création d'Iphigénie à Aulis, basée sur la traduction qu'il en a faite avec Mayotte Bollack. Le philologue Pierre Judet de La Combe s'associera au projet de mise en scène des Atrides. Son travail sur la tragédie grecque s'est enrichi de sa collaboration avec d'autres acteurs et metteurs en scène, comme avec Alain Milianti, Jacques Lassalle, Marcel Bozonnet, administrateur de la Comédie-Française avec qui il met en scène Antigone de Sophocle, André Wilms, Camilla Saraceni, Évelyne Didi, Hélène Lapiower et bien d'autres.

### Autres activités
Outre ses travaux d'helléniste, Jean Bollack a travaillé sur des textes grecs avec des psychanalystes comme Franz Kaltenbeck et Geneviève Morel. Il s'est également intéressé, dès le début de ses études, à la littérature contemporaine. Wilhelm Stein le charge de s'occuper des études de son filleul, Bernhard Böschenstein, lorsque celui-ci vient à Paris au début des années 1950. Grâce à lui, Bollack fait la connaissance en 1959 du philologue et critique littéraire Péter Szondi, qui à son tour l'introduit auprès de l'historien et philologue Gershom Scholem, ainsi qu'auprès du poète allemand Paul Celan, avec qui il se lie d'amitié,. Szondi et Celan se donnent la mort au début des années 1970.

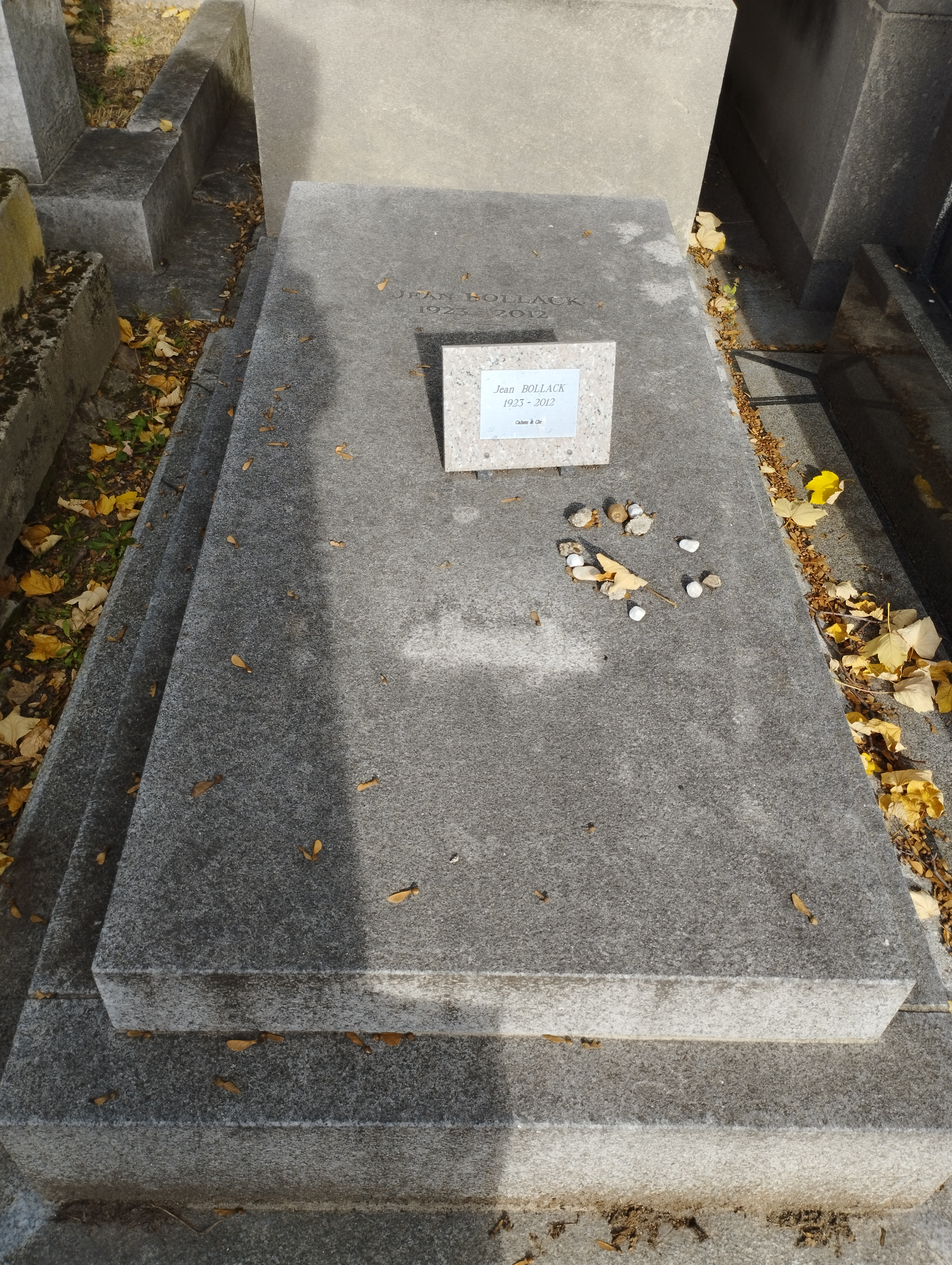
Tombe de Jean Bollack au cimetière du Montparnasse (division 30).

Jean Bollack est alors nommé légataire des écrits posthumes de Szondi par les parents de celui-ci, en compagnie de Hellmut Becker. Il s'attachera à faire connaître plus largement les œuvres de Szondi et de Celan, poète dont il demeure l'un des exégètes les plus pénétrants.
Il étend aussi ses analyses à la compréhension des langages poétiques d'auteurs comme Saint John Perse, André Frénaud, ou encore Rainer Maria Rilke. Il a par ailleurs entretenu des liens d'amitié avec plusieurs poètes français, dont André du Bouchet, André Frénaud et Pierre Oster, ainsi que les peintres Miklos Bokor ou Colette Brunschwig.

### Famille
En 1951, il se marie avec Mayotte Beauroy.
Leur fille, Emmanuelle Bollack, née à Berlin, est peintre.

### Distinctions
- Docteur honoris causa de l'université d'Osnabrück (2007)[33]
- Premio Marcello Gigante per gli studi classici (2004)[34]

## Postérité
Depuis 2014, le fonds Jean Bollack est conservé aux Archives littéraires suisses à Berne,, dans le cadre d'une collaboration avec l'université de Fribourg.
Le dossier de carrière de Jean Bollack au CNRS est conservé aux Archives nationales françaises à Fontainebleau.
En mars 2023, la bibliothèque de Jean Bollack est transférée à la Bibliothèque des sciences de l'Antiquité de l'université de Lille .

## Publications
- Empédocle, t. I : Introduction à l'ancienne physique, Paris, Les Éditions de Minuit, coll. « Le sens commun », 1965
- Empédocle, t. II : Les Origines. Édition et traduction des fragments et des témoignages, Paris, Les Éditions de Minuit, coll. « Le sens commun », 1969
- Empédocle, t. III : Les Origines. Commentaires 1 et 2, Paris, Les Éditions de Minuit, coll. « Le sens commun », 1969
- Lettre à un président sur le découragement des études grecques en France, Paris, Les Éditions de Minuit, coll. « Le sens commun », 1972 (ISBN 978-2-7073-0384-4)
- La Pensée du plaisir : Épicure : textes moraux, commentaires, Paris, [es Éditions de Minuit, coll. « Le sens commun », 1975 (ISBN 978-2-7073-0072-0)
- L'"Agamemnon" d'Eschyle : le texte et ses interprétations, vol. I, t. I : Prologue, parodos anapestique, parodos lyrique 1, Paris, Éditions de la Maison des sciences de l'homme, 1981 (ISBN 2-85939-188-6)
- L'"Agamemnon" d'Eschyle : le texte et ses interprétations, vol. I, t. II : Parodos lyrique 2-3, présentation du premier épisode, premier stasimon, Paris, Éditions de la Maison des sciences de l'homme, 1981 (ISBN 2-85939-189-4)
- L'Œdipe roi de Sophocle : le texte et ses interprétations, Villeneuve d'Ascq, Presses universitaires de Lille, coll. « Cahiers de philologie », 1990, 1304 p. (ISBN 2-85939-366-8)
- Pierre de cœur : un poème inédit de Paul Celan, "Le Périgord", Périgueux, Pierre Fanlac éditeur, 1991 (ISBN 978-2-86577-153-0)
- La naissance d’Œdipe : traduction et commentaires d'"Œdipe roi", Paris, Éditions Gallimard, coll. « Tel », 1995, 347 p. (ISBN 2-07-074031-5)
- La Grèce de personne : les mots sous le mythe, Paris, Éditions du Seuil, coll. « L'ordre philosophique », 1997, 485 p. (ISBN 2-02-019898-3)
- Jacob Bernays : un homme entre deux mondes (préf. Renate Schlesier), Villeneuve d'Ascq, Presses universitaires du Septentrion, coll. « Savoirs mieux », 1998, 117 p. (ISBN 2-85939-569-5, lire en ligne)
- La Mort d'Antigone : la tragédie de Créon, Paris, Presses universitaires de France, coll. « Les essais du Collège international de philosophie », 1999, 132 p. (ISBN 2-13-049950-3)
- Sens contre sens : comment lit-on ? (entretiens avec Patrick Llored), Genouilleux, La Passe du vent, 2000, 225 p. (ISBN 2-84562-007-1)
- Poésie contre poésie : Celan et la littérature, Paris, Presses universitaires de France, coll. « Perspectives germaniques », 2001, 344 p. (ISBN 2-13-051417-0)
- L'Écrit : Une poétique dans l'œuvre de Celan, Paris, Presses universitaires de France, coll. « Perspectives germaniques », 2003, 231 p. (ISBN 2-13-053274-8)
- Dionysos et la tragédie : le dieu homme dans les Bacchantes d'Euripide, Paris, Bayard, 2005, 121 p. (ISBN 2-227-47467-X)
- Paul Celan unter judaisierten Deutschen, Munich, Carl Friedrich von Siemens Stiftung, 2005 (ISBN 978-3-938593-01-1)
- Parménide : de l'étant au monde, Lagrasse, Éditions Verdier, 2006 (ISBN 2-86432-475-X)
- Au jour le jour, Paris, Presses universitaires de France, 2013, 1147 p. (ISBN 978-2-13-061905-5)
- The art of reading : from Homer to Paul Celan (trad. Catherine Porter et Susan Tarrow), Washington, D.C., Center for Hellenic Studies, Trustees for Harvard University, 2016, 375 p. (ISBN 978-0-674-66019-9, lire en ligne)

### En collaboration
- Jean Bollack, Mayotte Bollack et Heinz Wismann, La lettre d'Épicure, Paris, Les Éditions de Minuit, coll. « Le sens commun », 1971
- Jean Bollack et Heinz Wismann, Héraclite ou la séparation, Paris, Les Éditions de Minuit, coll. « Le sens commun », 1972
- Jean Bollack, Pierre Judet de La Combe et Heinz Wismann, La réplique de Jocaste : sur les fragments d'un poème lyrique découverts à Lille (Papyrus Lille 76 a, b et c), Paris, Éditions de la Maison des sciences de l'homme, 1977, 104 p. (ISBN 978-2-85939-062-4, lire en ligne)
- Jean Bollack et André Laks, Épicure à Pythoclès : sur la cosmologie et les phénomènes météorologiques, Paris, Éditions de la Maison des sciences de l'homme, 1978, 371 p. (ISBN 978-2-85939-103-4, lire en ligne)
- Jean Bollack, Jean-Marie Winkler et Werner Wögerbauer, Sur quatre poèmes de Paul Celan : lecture à plusieurs, Lille, Université de Lille III, coll. « Revue des sciences humaines », 1991
- Jean Bollack, Christian Jambet et Abdelwahab Meddeb, La conférence de Ratisbonne : enjeux et controverses, Paris, Bayard, 2007, 115 p. (ISBN 978-2-227-47683-7)

### Traductions
Toutes traductions par Jean Bollack et Mayotte Bollack, sauf mention contraire.
- Sophocle, Œdipe roi, Paris, Les Éditions de Minuit, 1985, 88 p. (ISBN 2-7073-1043-3)
- Euripide, Iphigénie à Aulis, Paris, Les Éditions de Minuit, 1990 (ISBN 978-2-7073-1364-5)
- Euripide, Andromaque, Paris, Les Éditions de Minuit, 1994 (ISBN 978-2-7073-1486-4)
- Euripide, Hélène, Paris, Les Éditions de Minuit, 1997 (ISBN 978-2-7073-1619-6)
- Sophocle, Antigone, Paris, Les Éditions de Minuit, 1999 (ISBN 978-2-7073-1662-2)
- Empédocle (trad. du grec ancien par Jean Bollack (seul)), Les Purifications : un projet de paix universelle, Paris, Éditions du Seuil, 2003, 144 p. (ISBN 2-02-056915-9)
- Euripide, Les Bacchantes, Paris, [es Éditions de Minuit, 2004 (ISBN 978-2-7073-1900-5)
- Sophocle (trad. du grec ancien), Électre, Paris, Les Éditions de Minuit, 2007, 94 p. (ISBN 978-2-7073-1980-7)
- Eschyle (trad. du grec ancien), Les Choéphores et Les Euménides, Paris, Les Éditions de Minuit, 2009, 138 p. (ISBN 978-2-7073-2086-5)

### Filmographie
- X (court métrage) par Pierre Deschamps (22 min), La Fémis, les films des étudiants, promotion 2014 (consulté le 30 juillet 2019).
- « Jean Bollack à propos de la tradition biblique », (1 min 31), extrait vidéo par Orizons Universités (consulté le 21 octobre 2019).

### Radio
- Entretien sur France Culture dans l'émission Du jour au lendemain d'Alain Veinstein du 30 janvier 1998 (consulté le 6 décembre 2012).